# Calliaster mamillifer
Calliaster mamillifer är en sjöstjärneart som beskrevs av Alcock 1893. Calliaster mamillifer ingår i släktet Calliaster och familjen ledsjöstjärnor. Inga underarter finns listade i Catalogue of Life.